# Sherlock Holmes
För andra betydelser, se Sherlock Holmes (olika betydelser).
Sherlock Holmes är huvudpersonen i en serie världsbekanta detektivhistorier av sir Arthur Conan Doyle, och prototypen för en skarpsinnig yrkesdetektiv som inte skyr några mödor eller faror. Hans levnadstecknare, följeslagare och understundom också kollega heter doktor John H. Watson.
Sherlock Holmes gjorde entré i världen i samband med romanen A study in scarlet (på svenska En studie i rött) (1887), och vann stor ryktbarhet några år senare när de första Holmesnovellerna började publiceras i tidskriften The Strand Magazine. Holmes karakteriseras av sin imponerande iakttagelse- och slutledningsförmåga vilken han då och då prövar på doktor Watson och kommissarie G Lestrade.
Det anmärkningsvärda med Sherlock Holmes metod är att han genomför tämligen moderna brottsplatsundersökningar. Genom en form av induktion, abduktion får han fram sannolikheter ur bevis vilket leder till att fallet klaras upp. Sherlock Holmes metod kan därför kallas för en positivism.
Holmes spelar fiol. Under främst sysslolösa perioder injicerar han morfin eller en sjuprocentig kokainlösning i brist på den stimulans som arbetet annars ger.
Andra figurer som tillhör Sherlock Holmes-världen är hyresvärdinnan Mrs Hudson (som äger våningen på 221B Baker Street), kommissarie G Lestrade, the Baker Street Irregulars (ett gäng gatpojkar som hjälper till), Mycroft Holmes (Holmes bror), och professor James Moriarty – Holmes ärkefiende.

## Om figuren och berättelserna
Doktor Watson är berättare i alla romaner och noveller, med undantag av två noveller där Holmes är berättare, och en som är berättad ur tredje person.
Doyle skapade sin detektiv troligen delvis inspirerad av Edgar Allan Poes detektiv Dupin men vad gäller slutledningskonsten sägs han bygga på Conan Doyles universitetslärare i Edinburgh, doktor Joseph Bell, vars observationsförmåga var legendarisk.
Doyle blev ganska less på sin figur och hann avliva honom genom att i novellen Det sista problemet (1894) låta honom falla utför Reichenbachfallet i Schweiz under en kamp med professor Moriarty. Baskervilles hund (1902), utspelar sig flera år före Holmes förmodade död. 1905 återupplivade Doyle dock sin hjälte genom att berätta att han inte alls fallit, utan att istället klättrat upp.
Nordisk familjeboks andra upplaga innehöll i ett band utgivet 1917 en kort artikel om Sherlock Holmes där det konstaterades att figuren hade blivit "prototypen för en skarpsinning och inga mödor eller faror skyende yrkesdetektiv".

## Originalberättelserna, "kanon"
Totalt skrev Doyle fyra romaner och 56 noveller om Sherlock Holmes. Bland Sherlock Holmes-anhängare brukar dessa ofta kallas kanon för att åtskilda dem från andra berättelser om Sherlock Holmes. Sådana "apokryfer" omfattar såväl korta texter från Doyles penna, som detektivberättelser om Sherlock Holmes författade av andra.

## Sherlock Holmes fortsatta liv
Även om Holmes drog sig tillbaka och blev biodlare i Sussex så har många andra författare försökt sig på att skriva fler berättelser om Sherlock Holmes, dock utan att komma upp i originalberättelsernas klass. Bland annat lät Ellery Queen honom ge sig i kast med Jack Uppskäraren i En studie i skräck (1966), och Sven Sörmark lät honom lösa ett svenskt mysterium i En oscariansk skandal. Ett av de mer seriösa (och läsvärda) försöken är de tolv novellerna i Sherlock Holmes bedrifter (The Exploits of Sherlock Holmes) skrivna av Conan Doyles son Adrian Conan Doyle tillsammans med John Dickson Carr (1954). Det är en novellsamling innehållande ett antal fall som nämns i förbigående i originalberättelserna. Vissa av dessa påstås vara baserade på av fadern efterlämnade utkast som författarparet skrev färdigt, men de flesta (om inte alla) är helt nyskrivna.

## Sherlock Holmes i radio, film, teater
BBC har producerat flera radioteaterpjäser om Sherlock Holmes. Dels med Arthur Conan Doyles manus som bearbetats. Dels med specialskrivna pastischer för radio som Cecil Jenkins The Singular Case of Sherlock H. and Sigmund F och Sherlock Holmes vs Dracula av Loren Estleman som också givits ut som bok.
Figuren Sherlock Holmes har gestaltats på film, teater och TV av fler skådespelare än någon annan rollfigur. Basil Rathbone spelade rollen i fjorton filmer åren 1939 till 1946. Under 1980- och 1990-talen spelades rollen av Jeremy Brett i en TV-serie och under sent 1990-tal gjordes en brittisk TV-serie (Klassiska mord) om Conan Doyles relation med doktor Joseph Bell – och likheterna mellan Holmes och Bell. Åren 1984 och 1985 kom Sherlock Hund, en anime där figurerna är antropomorfa hundar. 2009 regisserade Guy Ritchie filmen Sherlock Holmes med Robert Downey Jr. i huvudrollen, 2011 kom uppföljaren Sherlock Holmes: A Game of Shadows. 2010 kom Sherlock som utspelas i modern tid, där Holmes spelas av Benedict Cumberbatch och Watson av Martin Freeman.
I september 2012 började CBS att sända Elementary, en serie av Robert Doherty i modern tid om Sherlock Holmes där Jonny Lee Miller spelar Sherlock och Lucy Liu Dr. Joan Watson.
Några har också skrivit vidare om Holmes i form av pastischer (kärleksfulla imitationer) och i form av parodier, som till exempel Gene Wilders Sherlock Holmes' smarta brorsa eller Ombytta roller på Baker Street med Michael Caine som en inkompetent Holmes som coachas av den riktige detektiven, doktor Watson (Ben Kingsley). Två filmer har även gjorts om hans yngre syster Enola Holmes, Enola Holmes och Enola Holmes 2.

## Beundrare
Sherlock Holmes har fått många beundrare och kännare. Det råder dock delade meningar om huruvida den korrekta termen är sherlockianer eller holmesianer (jämför Trekkie).
Det finns flera sällskap dedicerade till Sherlock Holmes. Ett av dem, The Baker Street Irregulars, har tagit sitt namn efter det gatupojksgäng som Holmes stundom utnyttjade som hjälpredor. Det svenska sällskapet The Baskerville Hall Club of Sweden grundades 1979.
Bland Sherlock Holmes mest hängivna beundrare betraktas den imaginäre detektiven som ännu varande i livet, då nyheten om hans död ännu inte influtit till The Times.

## Sherlock Holmes i populärkultur
- I avsnittet "Elementary, My Dear Turtle" av 1987 års tecknade tv-serie om Teenage Mutant Ninja Turtles handlar om hur de fyra sköldpaddorna på grund av en tidsmaskin hamnar i London 1890, där de hjälper Sherlock Holmes i kampen mot Professor Moriarty.[9]

- Avsnittet "Elementary, My Dear Winston" av tecknade tv-serien The Real Ghostbusters där Winston Zeddemore blir Sherlock Holmes nye assistent när dr Watson blir kidnappad av Moriarty.

- I avsnittet "Elementary, Dear Data" av Star Trek: The Next Generation handlar om hur Data ber skeppets holodäck att konstruera en fiende värdig Datas intellekt. Holodäcket konstruerar då en professor Moriarty som är så smart att han inser att han bara är en simulering på holodäcket, varpå han försöker sig på diverse saker. Avsnittet har en efterfölje i ett annat avsnitt, kallat "Ship in a Bottle", där Moriarty åter dyker upp.

- I den animerade barnfilmen, Mästerdetektiven Sherlock Gnomes (2018), löser de fallet om de försvunna trädgårdstomtarna med hjälp av Sherlock Gnomes och hans medhjälpare Watson. Detta är baserat på Doyles bokserie Sherlock Holmes.

Förutom att vara huvudperson i en rad filmer, TV-serier och teaterpjäser har också figuren Sherlock Holmes dykt upp som karaktär i leksaksindustrin och i sällskapsspel genom åren.

## Vanliga missuppfattningar

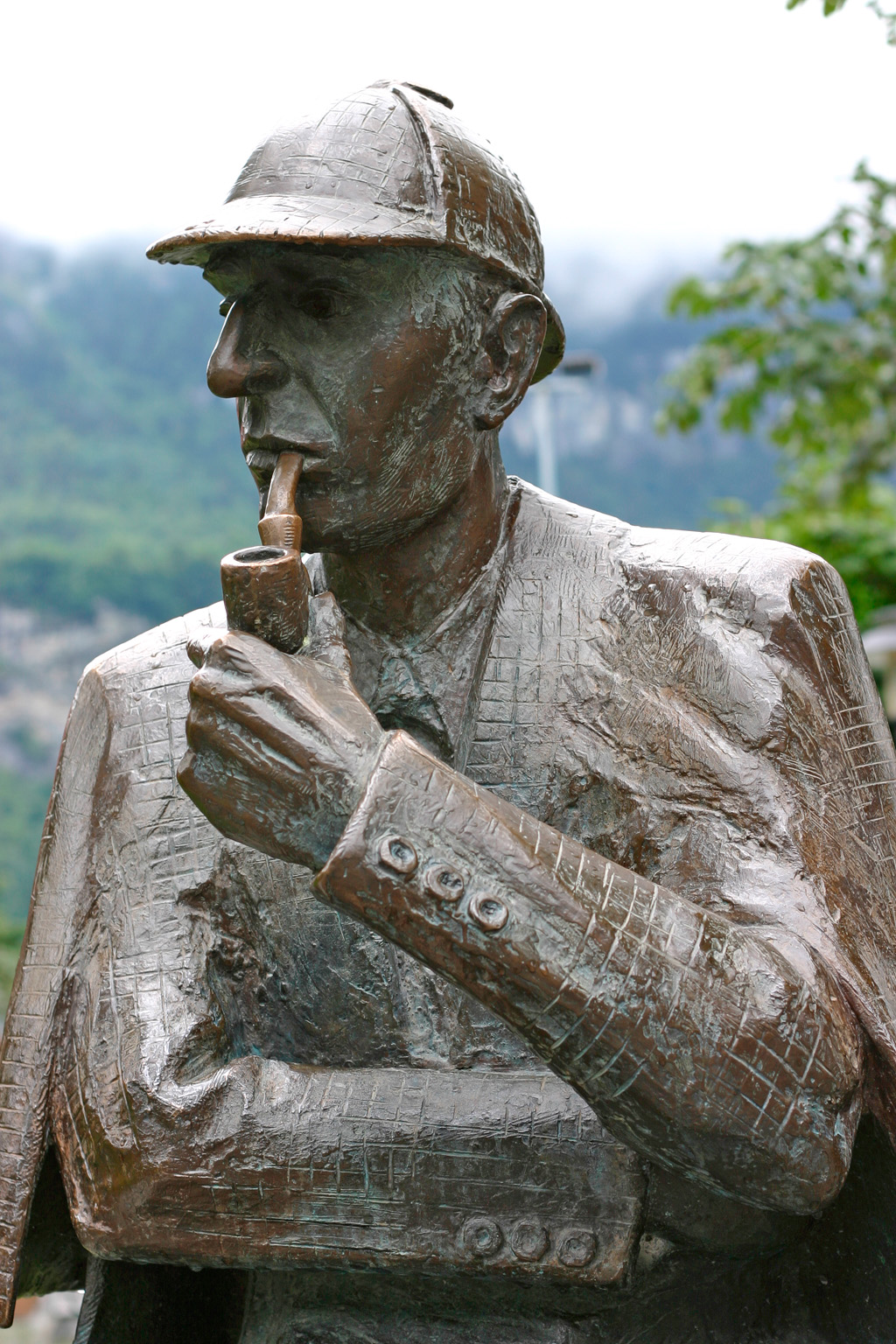
Sherlock Holmes som staty i Meiringen, Schweiz.

- Det mest berömda citatet av Holmes är "Elementärt, min käre Watson" ("Elementary, my dear Watson"), men Holmes sa aldrig så i originalberättelserna. "Elementary" och "dear Watson" förekommer var för sig, men aldrig tillsammans. Det felaktiga citatet finns först belagt i skrift i P.G. Wodehouses roman Psmith, Journalist (1915) och på film i The Return of Sherlock Holmes (1929).

- Den deerstalker-mössa som Holmes ofta avbildas med omnämns aldrig i originalberättelserna. Det är möjligt att det är en sådan mössa som avses, men den enda beskrivningen är att han bar en filtmössa med öronlappar, och detta endast då han var på resa. Att just denna modell förknippas med Holmes beror på Sidney Pagets illustrationer till bland annat Baskervilles hund. På samma sätt skrivs det aldrig att han använder en calabash-pipa, med stort huvud och krökt skaft. Det står däremot att han rökte briar- (ljungrots-) eller lerpipa, men inget om form och storlek. Möjligen introducerades den på teatern av den amerikanske skådespelaren William Gillette, som även skrev två pjäser om Holmes. Han gestaltade även Holmes på film, och då just med en sådan pipa. Det sägs att han valde denna pipmodell eftersom den gjorde att han kunde tala med pipan hängande i munnen (i motsats till en rak pipa som endast låter personen tala med sammanbitna tänder, något som inte fungerar på scen).[källa behövs]